# Ptinus subpilosus
Ptinus subpilosus là một loài bọ cánh cứng thuộc chi Ptinus trong họ Ptinidae.